# روبرت سي. ويلسون
روبرت سي. ويلسون (بالإنجليزية: Robert C. Wilson)‏ (1951)؛ روائي أمريكي.